# Fross-Büssing

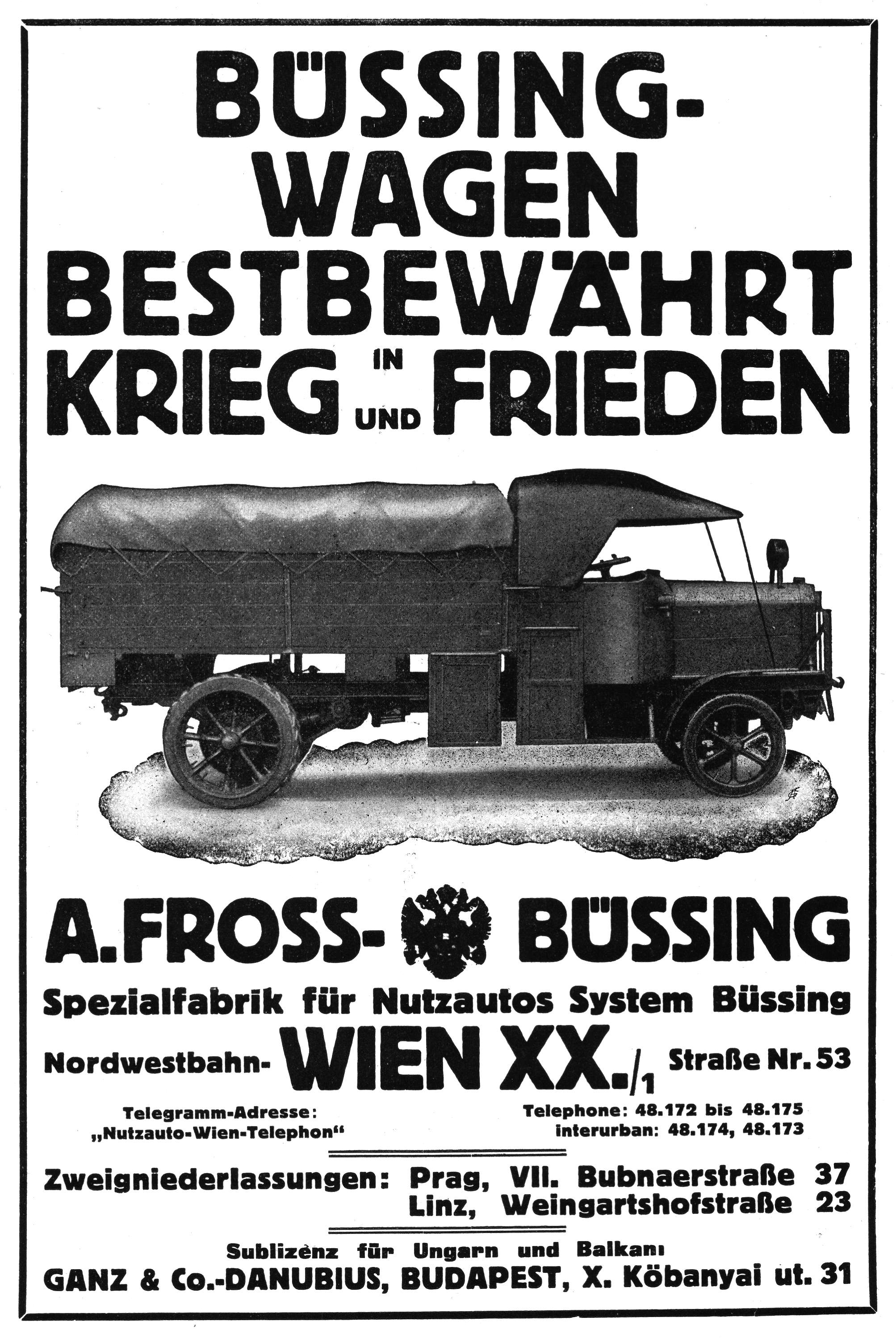
Werbeanzeige (1918)

Das Unternehmen A. Fross-Büssing war ein Hersteller von Nutzfahrzeugen in Wien, der vor allem Büssing-Fahrzeuge in Lizenz herstellte.

## Geschichte
Im Jahr 1908 heiratete Heinrich Büssings Tochter Hedwig den Wiener Ingenieur Anton Fross. Als Hochzeitsgeschenk erhielt Fross die Lizenz zur Fertigung von Büssing-Fahrzeugen für Österreich-Ungarn. Bereits 1907 hatte er in Wien-Brigittenau eine Maschinenfabrik gegründet, die ab 1915 unter dem Namen A. Fross-Büssing KG Lastkraftwagen in Lizenz des Schwiegervaters produzierte. Das Unternehmen entwickelte sich zur größten Nutzfahrzeug-Fabrik in Österreich-Ungarn. Die Lizenz erlaubte nach dem Zusammenbruch der Habsburgermonarchie die Errichtung eines weiteren Fross-Büssing-Werkes in Prag, das als Továrna na stroje Anton Fross-Büssinga Liberta von 1920 bis 1931 bestand.

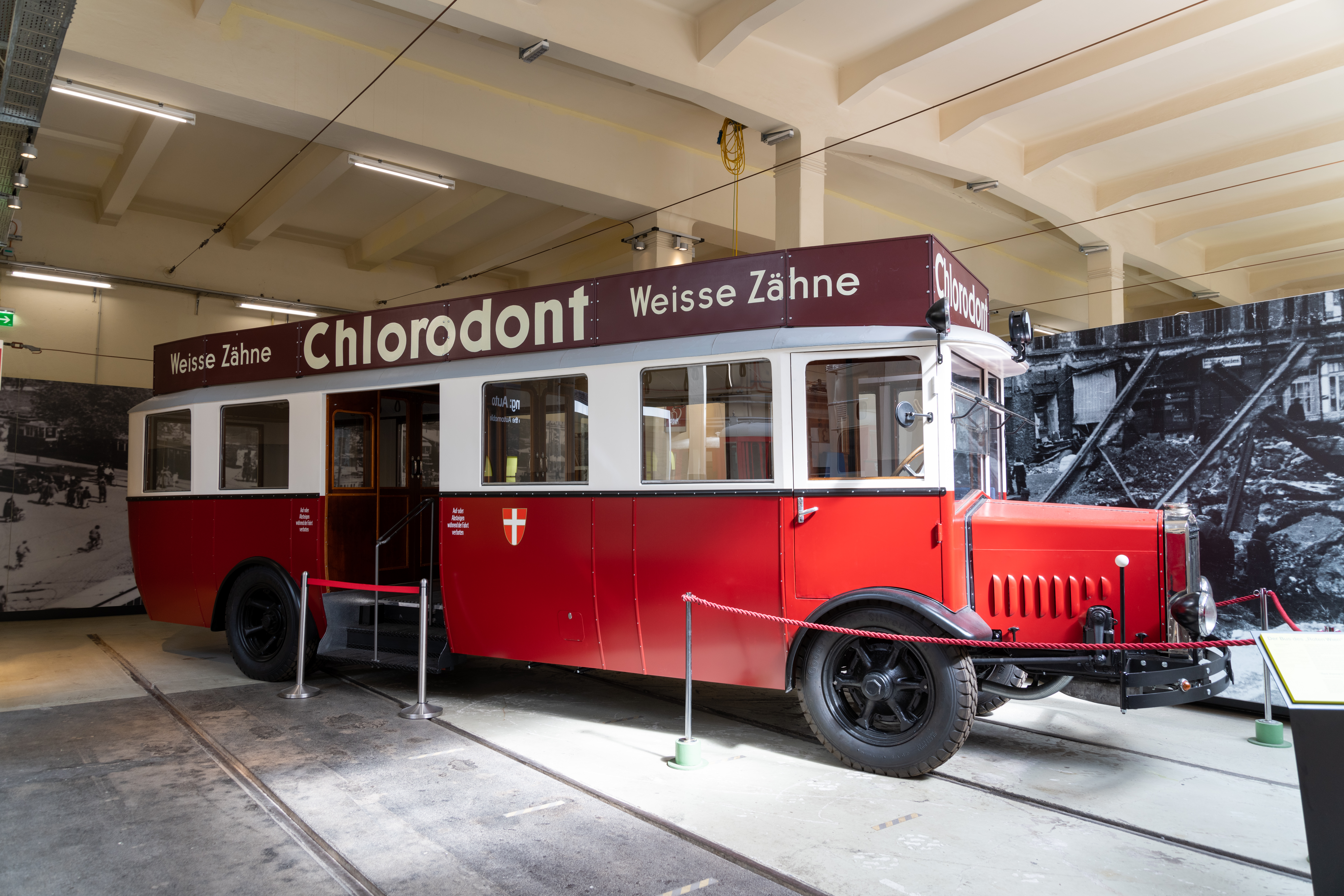
Fross-Büssing W IV O im Verkehrsmuseum Remise

Die Unternehmenszentrale befand sich in Wien-Brigittenau, ein Zweigunternehmen in Linz. Fross-Büssing baute vor allem 3- und 5-Tonnen-Lastkraftwagen sowie Omnibusse mit Kardanantrieb und Leistungen von 25 bis 45 PS, ebenso 55 PS starke Lastkraftwagen mit Kettenantrieb sowie verschiedene Spezialfahrzeuge, vornehmlich für kommunale Zwecke.
Ab 1928 lieferte Fross-Büssing mit 103 Exemplaren des Typs W IV O den Großteil der Omnibusse für den Busbetrieb der Wiener Verkehrsbetriebe. Eine Besonderheit dieses Typs war, dass sich der Wagenkasten leicht abheben ließ und im Falle eines Unfalles rasch ausgetauscht werden konnte. Ab 1936 wurden Busse des Typs FBO 1 mit Dieselmotor hergestellt.
Während des Zweiten Weltkriegs war das Unternehmen Lieferant der Deutschen Wehrmacht und fertigte für sie u. a. 300 Lkw Typ 4000. Zusätzlich wurden Turmschwenkwerke und Lüfter für Panzer produziert. Die A. Fross-Büssing KG stellte 1943 die Produktion ein, existierte aber noch mindestens bis in die 1970er Jahre als Büssing-Vertretung.